# Rhinocricus gaudichaudi
Rhinocricus gaudichaudi är en mångfotingart som först beskrevs av Paul Gervais 1847.  Rhinocricus gaudichaudi ingår i släktet Rhinocricus och familjen Rhinocricidae. Inga underarter finns listade i Catalogue of Life.